# سکوتنیتسا (استان اوپوله)
سکوتنیتسا (به لهستانی: Skotnica) یک منطقهٔ مسکونی در لهستان است که در گمینا پراشکا واقع شده‌است.